# 9e étape du Tour de France 1996
Pour un article plus général, voir Tour de France 1996.
La 9e étape du Tour de France 1996 a eu lieu le 8 juillet 1996 entre la ville de Le Monêtier-les-Bains et la station de Sestrières en Italie sur une distance de 46 km. Le départ était prévu initialement à Val-d'Isère et était longue de 190 km, mais les mauvaises conditions météo ont conduit à la neutralisation de la première partie de la course, les cols de l'Iseran et du Galibier étant impraticables. Elle a été remportée le Danois Bjarne Riis (Deutsche Telekom). Il devance les deux Français Luc Leblanc (Polti) et Richard Virenque (Festina-Lotus). Riis en profite pour s'emparer du maillot jaune de leader au terme de l'étape du jour au détriment du Russe Evgueni Berzin (Gewiss-Playbus).

## Déroulement

### Points distribués
| Sprint intermédiaire Cesena Torinese (km 34.5) | Sprint intermédiaire Cesena Torinese (km 34.5) | Sprint intermédiaire Cesena Torinese (km 34.5) | Sprint intermédiaire Cesena Torinese (km 34.5) | Sprint intermédiaire Cesena Torinese (km 34.5) |
| ---------------------------------------------- | ---------------------------------------------- | ---------------------------------------------- | ---------------------------------------------- | ---------------------------------------------- |
|                                                | Coureur                                        | Pays                                           | Équipe                                         | Point(s)                                       |
| 1er                                            | Bjarne Riis                                    | Danemark                                       | Deutsche Telekom                               | 6                                              |
| 2e                                             | Abraham Olano                                  | Espagne                                        | Mapei-GB                                       | 4                                              |
| 3e                                             | Evgueni Berzin                                 | Russie                                         | Gewiss-Playbus                                 | 2                                              |
| modifier                                       |                                                |                                                |                                                |                                                |

| Arrivée d'étape Montée de Sestrières (km 46) | Arrivée d'étape Montée de Sestrières (km 46) | Arrivée d'étape Montée de Sestrières (km 46) | Arrivée d'étape Montée de Sestrières (km 46) | Arrivée d'étape Montée de Sestrières (km 46) |
| -------------------------------------------- | -------------------------------------------- | -------------------------------------------- | -------------------------------------------- | -------------------------------------------- |
|                                              | Coureur                                      | Pays                                         | Équipe                                       | Point(s)                                     |
| 1er                                          | Bjarne Riis                                  | Danemark                                     | Deutsche Telekom                             | 20                                           |
| 2e                                           | Luc Leblanc                                  | France                                       | Polti                                        | 17                                           |
| 3e                                           | Richard Virenque                             | France                                       | Festina-Lotus                                | 15                                           |
| 4e                                           | Tony Rominger                                | Suisse                                       | Mapei-GB                                     | 13                                           |
| 5e                                           | Miguel Indurain                              | Espagne                                      | Banesto                                      | 12                                           |
| 6e                                           | Udo Bölts                                    | Allemagne                                    | Deutsche Telekom                             | 10                                           |
| 7e                                           | Fernando Escartin                            | Espagne                                      | Kelme-Artiach                                | 9                                            |
| 8e                                           | Jan Ullrich                                  | Allemagne                                    | Deutsche Telekom                             | 8                                            |
| 9e                                           | Peter Luttenberger                           | Autriche                                     | Carrera Jeans                                | 7                                            |
| 10e                                          | Abraham Olano                                | Espagne                                      | Mapei-GB                                     | 6                                            |
| modifier                                     |                                              |                                              |                                              |                                              |

| Col de Montgenèvre (km 25.5) 2e catégorie | Col de Montgenèvre (km 25.5) 2e catégorie | Col de Montgenèvre (km 25.5) 2e catégorie | Col de Montgenèvre (km 25.5) 2e catégorie | Col de Montgenèvre (km 25.5) 2e catégorie |
| ----------------------------------------- | ----------------------------------------- | ----------------------------------------- | ----------------------------------------- | ----------------------------------------- |
|                                           | Coureur                                   | Pays                                      | Équipe                                    | Point(s)                                  |
| 1er                                       | Bjarne Riis                               | Danemark                                  | Deutsche Telekom                          | 20                                        |
| 2e                                        | Luc Leblanc                               | France                                    | Polti                                     | 15                                        |
| 3e                                        | Richard Virenque                          | France                                    | Festina-Lotus                             | 12                                        |
| 4e                                        | Tony Rominger                             | Suisse                                    | Mapei-GB                                  | 10                                        |
| 5e                                        | Evgueni Berzin                            | Russie                                    | Gewiss-Playbus                            | 8                                         |
| 6e                                        | Jan Ullrich                               | Allemagne                                 | Deutsche Telekom                          | 6                                         |
| 7e                                        | Fernando Escartin                         | Espagne                                   | Kelme-Artiach                             | 4                                         |
| 8e                                        | Peter Luttenberger                        | Autriche                                  | Carrera Jeans                             | 3                                         |
| 9e                                        | Miguel Indurain                           | Espagne                                   | Banesto                                   | 2                                         |
| 10e                                       | Udo Bölts                                 | Allemagne                                 | Deutsche Telekom                          | 1                                         |
| modifier                                  |                                           |                                           |                                           |                                           |

| Montée de Sestrières (km 46) 1re catégorie | Montée de Sestrières (km 46) 1re catégorie | Montée de Sestrières (km 46) 1re catégorie | Montée de Sestrières (km 46) 1re catégorie | Montée de Sestrières (km 46) 1re catégorie |
| ------------------------------------------ | ------------------------------------------ | ------------------------------------------ | ------------------------------------------ | ------------------------------------------ |
|                                            | Coureur                                    | Pays                                       | Équipe                                     | Point(s)                                   |
| 1er                                        | Bjarne Riis                                | Danemark                                   | Deutsche Telekom                           | 30                                         |
| 2e                                         | Luc Leblanc                                | France                                     | Polti                                      | 26                                         |
| 3e                                         | Richard Virenque                           | France                                     | Festina-Lotus                              | 22                                         |
| 4e                                         | Miguel Indurain                            | Espagne                                    | Banesto                                    | 18                                         |
| 5e                                         | Tony Rominger                              | Suisse                                     | Mapei-GB                                   | 14                                         |
| 6e                                         | Udo Bölts                                  | Allemagne                                  | Deutsche Telekom                           | 12                                         |
| 7e                                         | Fernando Escartin                          | Espagne                                    | Kelme-Artiach                              | 10                                         |
| 8e                                         | Peter Luttenberger                         | Autriche                                   | Carrera Jeans                              | 8                                          |
| 9e                                         | Jan Ullrich                                | Allemagne                                  | Deutsche Telekom                           | 6                                          |
| 10e                                        | Abraham Olano                              | Espagne                                    | Mapei-GB                                   | 4                                          |
| modifier                                   |                                            |                                            |                                            |                                            |

## Classement de l'étape
| \| Classement de l'étape \| Classement de l'étape \| Classement de l'étape \| Classement de l'étape \| Classement de l'étape \| \| Coureur \| Coureur \| Pays \| Équipe \| Temps \| \| --------------------- \| --------------------- \| --------------------- \| --------------------- \| --------------------- \| \| 1er \| Bjarne Riis \| Danemark \| Deutsche Telekom \| 1 h 10 min 44 s \| \| 2e \| Luc Leblanc \| France \| Polti \| + 24 s \| \| 3e \| Richard Virenque \| France \| Festina-Lotus \| + 26 s \| \| 4e \| Tony Rominger \| Suisse \| Mapei-GB \| + 28 s \| \| 5e \| Miguel Indurain \| Espagne \| Banesto \| + 28 s \| \| 6e \| Udo Bölts \| Allemagne \| Deutsche Telekom \| + 41 s \| \| 7e \| Fernando Escartín \| Espagne \| Kelme-Artiach \| + 42 s \| \| 8e \| Jan Ullrich \| Allemagne \| Deutsche Telekom \| + 44 s \| \| 9e \| Peter Luttenberger \| Autriche \| Carrera Jeans \| + 46 s \| \| 10e \| Abraham Olano \| Espagne \| Mapei-GB \| + 54 s \| |                    |           |                  |                 |
| |                    |           |                  |                 |
| |                    |           |                  |                 |
| Classement de l'étape |                    |           |                  |                 |
| Coureur | Coureur            | Pays      | Équipe           | Temps           |
| 1er | Bjarne Riis        | Danemark  | Deutsche Telekom | 1 h 10 min 44 s |
| 2e | Luc Leblanc        | France    | Polti            | + 24 s          |
| 3e | Richard Virenque   | France    | Festina-Lotus    | + 26 s          |
| 4e | Tony Rominger      | Suisse    | Mapei-GB         | + 28 s          |
| 5e | Miguel Indurain    | Espagne   | Banesto          | + 28 s          |
| 6e | Udo Bölts          | Allemagne | Deutsche Telekom | + 41 s          |
| 7e | Fernando Escartín  | Espagne   | Kelme-Artiach    | + 42 s          |
| 8e | Jan Ullrich        | Allemagne | Deutsche Telekom | + 44 s          |
| 9e | Peter Luttenberger | Autriche  | Carrera Jeans    | + 46 s          |
| 10e | Abraham Olano      | Espagne   | Mapei-GB         | + 54 s          |

## Classement général
| \| Classement général \| Classement général \| Classement général \| Classement général \| Classement général \| \| Coureur \| Coureur \| Pays \| Équipe \| Temps \| \| ------------------ \| ------------------ \| ------------------ \| ------------------ \| ------------------ \| \| 1er \| Bjarne Riis \| Danemark \| Deutsche Telekom \| 42 h 51 min 13 s \| \| 2e \| Evgueni Berzin \| Russie \| Gewiss-Playbus \| + 40 s \| \| 3e \| Tony Rominger \| Suisse \| Mapei-GB \| + 53 s \| \| 4e \| Abraham Olano \| Espagne \| Mapei-GB \| + 56 s \| \| 5e \| Jan Ullrich \| Allemagne \| Deutsche Telekom \| + 1 min 38 s \| \| 6e \| Peter Luttenberger \| Autriche \| Carrera Jeans \| + 2 min 38 s \| \| 7e \| Richard Virenque \| France \| Festina-Lotus \| + 3 min 39 s \| \| 8e \| Miguel Indurain \| Espagne \| Banesto \| + 4 min 38 s \| \| 9e \| Fernando Escartín \| Espagne \| Kelme-Artiach \| + 4 min 49 s \| \| 10e \| Laurent Dufaux \| Suisse \| Festina-Lotus \| + 5 min 03 s \| |                    |           |                  |                  |
| |                    |           |                  |                  |
| |                    |           |                  |                  |
| Classement général |                    |           |                  |                  |
| Coureur | Coureur            | Pays      | Équipe           | Temps            |
| 1er | Bjarne Riis        | Danemark  | Deutsche Telekom | 42 h 51 min 13 s |
| 2e | Evgueni Berzin     | Russie    | Gewiss-Playbus   | + 40 s           |
| 3e | Tony Rominger      | Suisse    | Mapei-GB         | + 53 s           |
| 4e | Abraham Olano      | Espagne   | Mapei-GB         | + 56 s           |
| 5e | Jan Ullrich        | Allemagne | Deutsche Telekom | + 1 min 38 s     |
| 6e | Peter Luttenberger | Autriche  | Carrera Jeans    | + 2 min 38 s     |
| 7e | Richard Virenque   | France    | Festina-Lotus    | + 3 min 39 s     |
| 8e | Miguel Indurain    | Espagne   | Banesto          | + 4 min 38 s     |
| 9e | Fernando Escartín  | Espagne   | Kelme-Artiach    | + 4 min 49 s     |
| 10e | Laurent Dufaux     | Suisse    | Festina-Lotus    | + 5 min 03 s     |

## Classements annexes
| Classement par points | Classement par points | Classement par points | Classement par points        | Classement par points |
| Coureur               | Coureur               | Pays                  | Équipe                       | Points                |
| --------------------- | --------------------- | --------------------- | ---------------------------- | --------------------- |
| 1er                   | Frédéric Moncassin    | France                | Gan                          | 164 pts               |
| 2e                    | Erik Zabel            | Allemagne             | Deutsche Telekom             | 154 pts               |
| 3e                    | Jeroen Blijlevens     | Pays-Bas              | TVM-Farm Frites              | 121 pts               |
| 4e                    | Fabio Baldato         | Italie                | MG Boys Maglificio-Technogym | 115 pts               |
| 5e                    | Mario Traversoni      | Italie                | Carrera Jeans                | 111 pts               |

| Classement par points | Classement par points | Classement par points | Classement par points        | Classement par points |
| Coureur               | Coureur               | Pays                  | Équipe                       | Points                |
| --------------------- | --------------------- | --------------------- | ---------------------------- | --------------------- |
| 1er                   | Frédéric Moncassin    | France                | Gan                          | 164 pts               |
| 2e                    | Erik Zabel            | Allemagne             | Deutsche Telekom             | 154 pts               |
| 3e                    | Jeroen Blijlevens     | Pays-Bas              | TVM-Farm Frites              | 121 pts               |
| 4e                    | Fabio Baldato         | Italie                | MG Boys Maglificio-Technogym | 115 pts               |
| 5e                    | Mario Traversoni      | Italie                | Carrera Jeans                | 111 pts               |

| Classement de la montagne | Classement de la montagne | Classement de la montagne | Classement de la montagne | Classement de la montagne |
| Coureur                   | Coureur                   | Pays                      | Équipe                    | Points                    |
| ------------------------- | ------------------------- | ------------------------- | ------------------------- | ------------------------- |
| 1er                       | Richard Virenque          | France                    | Festina-Lotus             | 136 pts                   |
| 2e                        | Bjarne Riis               | Danemark                  | Deutsche Telekom          | 112 pts                   |
| 3e                        | Tony Rominger             | Suisse                    | Mapei-GB                  | 97 pts                    |
| 4e                        | Luc Leblanc               | France                    | Polti                     | 95 pts                    |
| 5e                        | Miguel Indurain           | Espagne                   | Banesto                   | 87 pts                    |

| Classement de la montagne | Classement de la montagne | Classement de la montagne | Classement de la montagne | Classement de la montagne |
| Coureur                   | Coureur                   | Pays                      | Équipe                    | Points                    |
| ------------------------- | ------------------------- | ------------------------- | ------------------------- | ------------------------- |
| 1er                       | Richard Virenque          | France                    | Festina-Lotus             | 136 pts                   |
| 2e                        | Bjarne Riis               | Danemark                  | Deutsche Telekom          | 112 pts                   |
| 3e                        | Tony Rominger             | Suisse                    | Mapei-GB                  | 97 pts                    |
| 4e                        | Luc Leblanc               | France                    | Polti                     | 95 pts                    |
| 5e                        | Miguel Indurain           | Espagne                   | Banesto                   | 87 pts                    |

| Classement du meilleur jeune | Classement du meilleur jeune | Classement du meilleur jeune | Classement du meilleur jeune | Classement du meilleur jeune |
| Coureur                      | Coureur                      | Pays                         | Équipe                       | Temps                        |
| ---------------------------- | ---------------------------- | ---------------------------- | ---------------------------- | ---------------------------- |
| 1er                          | Jan Ullrich                  | Allemagne                    | Deutsche Telekom             | 42 h 52 min 51 s             |
| 2e                           | Peter Luttenberger           | Autriche                     | Carrera Jeans                | + 1 min 00 s                 |
| 3e                           | Leonardo Piepoli             | Italie                       | Refin-Mobilvetta             | + 8 min 26 s                 |
| 4e                           | Manuel Fernández Ginés       | Espagne                      | Mapei-GB                     | + 9 min 26 s                 |
| 5e                           | Michael Boogerd              | Pays-Bas                     | Rabobank                     | + 18 min 26 s                |

| Classement du meilleur jeune | Classement du meilleur jeune | Classement du meilleur jeune | Classement du meilleur jeune | Classement du meilleur jeune |
| Coureur                      | Coureur                      | Pays                         | Équipe                       | Temps                        |
| ---------------------------- | ---------------------------- | ---------------------------- | ---------------------------- | ---------------------------- |
| 1er                          | Jan Ullrich                  | Allemagne                    | Deutsche Telekom             | 42 h 52 min 51 s             |
| 2e                           | Peter Luttenberger           | Autriche                     | Carrera Jeans                | + 1 min 00 s                 |
| 3e                           | Leonardo Piepoli             | Italie                       | Refin-Mobilvetta             | + 8 min 26 s                 |
| 4e                           | Manuel Fernández Ginés       | Espagne                      | Mapei-GB                     | + 9 min 26 s                 |
| 5e                           | Michael Boogerd              | Pays-Bas                     | Rabobank                     | + 18 min 26 s                |

| Classement par équipes | Classement par équipes | Classement par équipes | Classement par équipes |
| Équipe                 | Équipe                 | Pays                   | Temps                  |
| ---------------------- | ---------------------- | ---------------------- | ---------------------- |
| 1re                    | Deutsche Telekom       | Allemagne              | 128 h 43 min 03 s      |
| 2e                     | Mapei-GB               | Italie                 | + 2 min 37 s           |
| 3e                     | Festina-Lotus          | France                 | + 23 min 10 s          |
| 4e                     | ONCE                   | Espagne                | + 26 min 40 s          |
| 5e                     | Rabobank               | Pays-Bas               | + 27 min 31 s          |

| Classement par équipes | Classement par équipes | Classement par équipes | Classement par équipes |
| Équipe                 | Équipe                 | Pays                   | Temps                  |
| ---------------------- | ---------------------- | ---------------------- | ---------------------- |
| 1re                    | Deutsche Telekom       | Allemagne              | 128 h 43 min 03 s      |
| 2e                     | Mapei-GB               | Italie                 | + 2 min 37 s           |
| 3e                     | Festina-Lotus          | France                 | + 23 min 10 s          |
| 4e                     | ONCE                   | Espagne                | + 26 min 40 s          |
| 5e                     | Rabobank               | Pays-Bas               | + 27 min 31 s          |